# Erik Hirschfeld
Erik Hirschfeld, född 1959 och bosatt i Malmö, är en svensk författare, förläggare och översättare. Han är också verksam som naturguide och föreläsare och har publicerat en mängd artiklar i både svenska och internationella tidskrifter om ornitologi. 

## Bakgrund
Erik Hirschfeld  debuterade som medförfattare till boken Sällsynta fåglar i Sverige 1990. Han var med och grundade föreningen Club300 och naturresebyrån AviFauna Naturresor  och har haft en rad styrelseuppdrag i både föreningar och aktiebolag.  

## Översättningar till engelska
- 2003 - Blomdahl, A., Breife, B. & Holmström, N. (2003). Flight identification of European Seabirds. Christopher Helm, London, UK.
- 2005 - Malt Whisky Yearbook. MagDig Media, Shropshire.
- 2002 - Jonsson, L. Birds and Light The Art of Lars Jonsson. Christopher Helm, London, UK.
- 2008 - Jonsson. L. Birds. Paintings from a Near Horizon. Christopher Helm, London, UK.
- 2008 - Where Heaven and Earth Touch. Michael Imhof Verlag, Peterberg, Germany.

## Priser och utmärkelser
- 2012 - Lengertz litteraturpris